# Vano Merabichvili
Ivane Merabichvili, dit Vano Merabichvili (en géorgien : ივანე მერაბიშვილი), né le 15 avril 1968 à Oude (Géorgie), est un homme d'État géorgien, Premier ministre du 4 juillet au 25 octobre 2012.

## Biographie
Ivane Merabichvili est né à Oude, alors en RSS de Géorgie, village situé dans le département d'Adigueni de l'actuelle province de Samtskhé-Djavakhétie. En 1992, Merabichvili sort diplômé en topographie de l'université technique de Géorgie. Il travaille à l'université puis à l'Institut d'agriculture de Géorgie avant de devenir directeur, en décembre 1996, de l'Association pour la protection des droits des propriétaires, une ONG nouvellement créée. L'ONG joue un rôle important dans le suivi de la législation sur le droit à la propriété et sur les réformes agraires.
Merabichvili quitte l'ONG en 1999 pour se présenter aux élections législatives. Il est élu au parlement sur la liste menée par Edouard Chevardnadze de l'Union des citoyens de Géorgie (SMK). Le SMK remporte le scrutin, obtenant 131 parlementaires sur 235. Merabichvili devient président de la commission parlementaire sur la politique économique. Il fait partie d'un groupe de réformateurs auquel participent aussi Mikheil Saakachvili, ministre de la Justice, Zourab Jvania, président du parlement et Koba Davitachvili.
En avril 2001, dans un entretien au Washington Post, Merabichvili est le premier à critiquer ouvertement le président Chevardnadze (qu'il juge « fatigué », peu enclin à mettre en place des réformes et dont la campagne anticorruption ne viserait qu'à obtenir le soutien des nations occidentales). Devant le tollé provoqué par ses propos, en particulier leur condamnation par Zourab Jvania, il prétend avoir été mal compris avant de confirmer qu'il s'agit bien de ses propos,,,.
En octobre 2001, Mikheil Saakachvili quitte le SMK et fonde un nouveau parti, le Mouvement d'unité nationale (ENM) opposé à Chevardnadze. Merabichvili en est le secrétaire-général. La coalition que l'ENM met en place avec les Démocrates de Nino Bourdjanadze échoue lors des législatives de novembre 2003. Mais l'opposition dénonce des fraudes électorales, manifeste pendant plusieurs jours et prend le pouvoir après la « Révolution des Roses ». Saakachvili devient président de la République.
En janvier 2004, Saakachvili nomme Merabichvili aux postes de conseiller à la sécurité nationale et de président du conseil national de sécurité. En juin, il est nommé ministre de la Sécurité de l'État. En décembre 2004, à la suite d'un remaniement, Merabichvili récupère en plus le portefeuille de la Police, de la Sécurité publique et des Affaires intérieures. Son travail de réforme de la police et de lutte contre la corruption lui vaut les félicitations d'institutions internationales. Il est aussi critiqué pour l'utilisation excessive de la violence dans sa lutte contre le crime.
Les méthodes de Merabichvili sont encore plus contestées lors de l'assassinat de Sandro Girgvliani. Girgvliani, un banquier de 28 ans, se dispute avec des hauts fonctionnaires du ministère et la femme de Merabichvili, Tako Salakaia dans un bar branché de Tbilissi en janvier 2006. En sortant du bar, il est enlevé puis abattu. Un témoin, reconnaît parmi les ravisseurs des membres du ministère de Merabichvili. Merabichvili annonce une enquête mais de nombreux députés doutent de sa volonté de mener cette enquête correctement et demandent sa démission. Plusieurs autres assassinats suspects sont ainsi remis en question, en particulier celui du policier Gia Telia. En mars 2006, des fonctionnaires sont inculpés mais l'opposition demande que les donneurs d'ordre soient aussi inculpés. L'ancienne ministre des Affaires étrangères Salomé Zourabichvili soutient l'opposition et demande qu'un vrai procès soit mené. Quelques hauts fonctionnaires mis en cause démissionnent de leur poste. Un procès se tient en juin et juillet 2006, mais l'opposition, unie, ainsi que le ministre pour la Résolution des conflits Giorgi Khaindrava (limogé peu après) et l'ambassadeur des États-Unis critiquent l'équité de ce procès. Malgré les nombreuses demandes de démission, les critiques sur l'équité du procès et les doutes sur les exécutions extrajudiciaires, Saakachvili maintient sa confiance à Merabichvili,.
En mai 2006, le procès d'un policier, responsable de l'assassinat d'Amiran Robakidze, 19 ans, est encore l'occasion de protestations contre les méthodes employées par le ministère des Affaires intérieures (utilisation de la violence, fabrication de preuves, propagande via la chaîne Rustavi 2…). Mais Merabichvili maintient qu'il ne démissionnera pas,.
Merabichvili est ensuite critiqué pour la répression violente des manifestations pacifiques de l'opposition en 2007 et 2010,.
Merabichvili devient peu à peu l'un des personnages les plus influents du gouvernement. Il obtient le contrôle des garde-frontières et s'occupe de la distribution de l'aide humanitaire aux réfugiés et de la reconstruction après la guerre en Ossétie du Sud.
Le 30 juin 2012, le président Saakachvili nomme Merabichvili au poste de Premier ministre après avoir limogé Nikoloz Guilaouri. Le Parlement approuve cette nomination le 4 juillet. Sa nomination est interprétée comme une volonté d'améliorer la popularité de l'ENM en vue des élections législatives d'octobre 2012. Les principaux chantiers de Merabichvili sont la lutte contre le chômage (qui touche officiellement 16 % de la population active), la mise en place de réformes dans les domaines agricole et de l'assurance-maladie.
Le 1er octobre, la liste du Mouvement national uni menée par Merabichvili est battue par la liste du Rêve géorgien conduite par Bidzina Ivanichvili. Ce dernier est nommé Premier ministre le 17 octobre par le président Saakachvili et investi par le Parlement le 25 du même mois.
Le 21 mai 2013, Merabichvili et l'ancien ministre de la Santé Zourab Chiaberachvili sont arrêtés par les autorités, accusés d’avoir fourni des emplois fictifs à plus de 20 000 militants de son parti. Ces arrestations, qui ont lieu dans le cadre de la fin du mandat du président Saakachvili, font craindre à l'Union européenne un scénario similaire à l'Ukraine, où l'ancienne Première ministre ukrainienne Ioulia Timochenko et ses proches ont été incarcérés après la victoire à la présidentielle de son ancien rival.

## Sources
- (en) Cet article est partiellement ou en totalité issu de l’article de Wikipédia en anglais intitulé « Vano Merabishvili » (voir la liste des auteurs).